# Карани (Румунія)
Карани, Карані (рум. Carani) — село у повіті Тіміш в Румунії. Входить до складу комуни Синандрей.
Село розташоване на відстані 420 км на північний захід від Бухареста, 17 км на північ від Тімішоари.

## Населення
За даними перепису населення 2002 року у селі проживали 1794 особи.
Національний склад населення села:
| Національність | Кількість осіб | Відсоток |
| -------------- | -------------- | -------- |
| румуни         | 1624           | 90,5%    |
| німці          | 63             | 3,5%     |
| угорці         | 52             | 2,9%     |
| українці       | 44             | 2,5%     |
| серби          | 6              | 0,3%     |

Рідною мовою назвали:
| Мова       | Кількість осіб | Відсоток |
| ---------- | -------------- | -------- |
| румунська  | 1654           | 92,2%    |
| німецька   | 54             | 3,0%     |
| угорська   | 40             | 2,2%     |
| українська | 40             | 2,2%     |